# Classe Sang-O
La classe Sang-O (coréen : 상어급 잠수함), littéralement classe Requin, est une classe de sous-marins construit en Corée du Nord pour la marine populaire de Corée. Il s'agit de la plus grande série construite pour la marine populaire coréenne.
Une unité a été capturée par la marine de la République de Corée (Corée du Sud) après s'être échoué le 18 septembre 1996 lors de l'incident d'infiltration de Gangneung.

## Historique
Semblable au classe Yugo, ses tâches principales sont les patrouilles dans les zones côtières. Son autonomie nautique est faible, limitée à 2 ou 3 jours, mais contrairement au type Yugo, il possède des couchettes et des toilettes ; il est donc possible que le voyage pendant une longue période (environ 10 jours) soit envisagé. 
Il est équipé de deux ou quatre tubes lance-torpilles comme armes, mais il n'y a pas d'espace pour des torpilles de rechange, et une trappe a été ajoutée pour libérer des plongeurs sous l'eau. 

### Sang-O II/K-300
Il a été largement rapporté  en mars 2011 qu'une nouvelle version de la classe Sang-O avait été déployée en Corée du Nord. L'imagerie satellite de 2005 suggère que le Sang-O II/K-300 pourrait avoir été produit à la base navale de Mayang-dong (Sinpo). D'autres images satellites  montrent le Sang-O II/K-300 déployé sur la base navale sous-marine de Ch’aho-rodongjagu, sur la côte est de la Corée du Nord. 
Selon le KPA Journal , la décision de développer une version améliorée et plus grande du Sang-O est intervenue à la fin des années 1990 ou au début de 2000. Le Sang-O II/K-300 est une version étirée du Sang-O original, de 39 à 40 mètres et un déplacement de surface correspondant d'environ 300 à 340 tonnes. L'augmentation de la longueur et du volume interne suggérerait une augmentation de la portée opérationnelle des capacités de transport de troupes et d'équipements. La vitesse de pointe serait également plus élevée dans le nouveau modèle, ce qui signifie qu'un système de propulsion amélioré est peut-être logé dans une partie de la longueur supplémentaire.